# Silazani
I salazani sono una classe di composti chimici contenenti silicio e azoto.

## Reattività e caratteristiche chimiche
I silazani reagiscono con i reattivi di Grignard. I polimeri di silazano sintetizzati mediante catalisi di bromuro d'ammonio sono tutti altamente reticolati.

### Composti
- polisilazani
- poliborosilazani
- polisilsequiazani
- poliureazilazani
- poli(ureametilvinil)silazano[1]
- metilfenilsilazano[4]
- etilendiamminasilazano[4]
- ciclosilazani[5]
- ciclotrisilazano[3]
- ciclotetrasilazani[6]
- polidisilazani
- Si3N4 (αSi3N4 e β-Si3N4)
- [H2SiNCH3]3[5]
- polisilazani metallici (es. Me2Si(NtBu)2AlMe2)[2]
- 1,3-difenossitetrametil disilazano (DPTD)
- 1,5-difenossiesametiltrisilazano (DPHT)[7]

## Applicazioni
I polisalzani sono plastiche a base di silicio che trovano applicazione:
- nei dispositivi medici extracorporei[1]
- nelle resine ceramiche che vanno incontro a solidificazione termica o mediante l'aggiunta di sensibilizzatori UV per essere poi esposte alla radiazione ultravioletta[1][5]
- come elastomeri
- come rivestimenti per alte temperature[8]